# Aromobates alboguttatus
Aromobates alboguttatus är en groddjursart som först beskrevs av George Albert Boulenger 1903.  Aromobates alboguttatus ingår i släktet Aromobates och familjen Aromobatidae. IUCN kategoriserar arten globalt som starkt hotad. Inga underarter finns listade i Catalogue of Life.